# Saint Kitts og Nevis
Saint Kitts og Nevis er et land i det østlige Caribiske Hav på grænsen til Atlanterhavet. Det er en del af Leeward-øgruppen i de små Antiller. Som nogle af de første øer i regionen blev Saint Kitts og Nevis i henholdsvis 1623 og 1628 koloniseret af Storbritannien, og i de næste århundreder blev den oprindelige befolkning af Arawak- og Carib-indianere undermineret af afrikanske slaver. Indtil 1783 var tilhørsforholdet en yderst ømtålelig og omdiskuteret sag mellem Frankrig og Storbritannien.
Fra 1871 til 1956 var øerne en del af Leeward Islands Federation (1958-1962 den Vestindiske Føderation. I 1967 fik øerne selvstyre sammen med Anguilla, men uoverensstemmelser førte i 1971 til, at Anguilla atter kom under direkte britisk kontrol.
Landet opnåede i 1983 total uafhængighed af Storbritannien.

## Etymologi
Øerne blev opdaget af Christopher Columbus i 1493, og Saint Christopher (Saint Kitts) er opkaldt efter ham. Navnet Saint Kitts kan være engelsk-kreolsk.

## Geografi
Landet er består af to store øer, Saint Kitts og Nevis. Det højeste punkt er Mount Liamuiga som er 1.156 meter over havet.
Øerne er af vulkansk oprindelse med bjergtoppe inde i jungelen. Det bor næsten ingen på de bratte skråninger omkring bjergtoppene, og størstedelen af befolkningen bor ved havet, hvor terrænet flader ud. Det findes en del vandløb, som springer ud ved bjergene og giver befolkningen ved kysten ferskvand. Saint Kitts har også en mindre indsø.

### Klima
Klimaet på Saint Kitts & Nevis er som i det øvrige Caribien tropisk, og temperaturen holder sig troligt i intervallet 27-30 °C. I juli flytter den intertropiske konvergenszone sig en anelse mod nord på grund af forskubbelser i halvkuglernes høj- og lavtryk. Det tillader nordøst-passatvinde at blæse hen over øgruppen, der i denne periode modtager store mængder nedbør.

## Demografi
År 2000 var der 42.696 indbyggere i landet. Gennemsnitlig levealder var 72,4 år. Der har altid været stor udvandring, og befolkningstallet er sunket med 25 % siden 1960, da der var omtrent 51.000 indbyggere.
Den etniske majoritet i Saint Kitts og Nevis er folk med dominerende sort hud. Der findes også hvide, mulatter og indere.
Saint Kitts og Nevis har en befolkningsvækst på 0,5 %.
Udvandring fra Saint Kitts og Nevis til USA:
- 1986-1990: 3 513
- 1991-1995: 2 730
- 1996-2000: 2 101
- 2001-2005: 1 756

### Religion
Kristendommen er den største religion, og der findes også grupper af rastafarianere.

## Historie
Før den europæiske kolonisering af øerne havde Saint Kitts og Nevis i 5000 år været befolket af indfødte stammer. Øerne blev opdagede af spanierne under Christofer Columbus' anden opdagelsesrejse i 1493. I 1538 etablerede franske hugenotter en bosættelse på Saint Kitts, men bosætterne blev snart fordrevet af spanske styrker. I 1623 etablerede England en bosættelse på Saint Kitts, fulgt af en ny fransk bosætning, og engelænderne og franskmændene blev enige om at dele øen. I 1626 gik de franske og engelske bosætterne sammen og massakrerede det indfødte Kalinago-folk.
Nevis blev koloniseret i 1628 af britiske bosættere fra Saint Kitts. Derfra blev Saint Kitts base for britisk og fransk ekspansion i Karibien. En spansk straffeekspedition blev sendt for at støtte de spanske krav og okkuperede begge øer og deporterede bosætterne i 1629. De vendte imidlertid snart tilbage og reetablerede kolonierne. I 1600- og begyndelsen af 1700-tallet kæmpede Storbritannien og Frankrig om herredømmet over Saint Kitts, til den blev britisk koloni i 1713 som følge af freden i Utrecht.
På trods af at øerne er små i størrelse og kun 2 km fra hinanden, blev de styret som separate kolonier frem til sent i 1800-tallet da de blev slået sammen til en administrativ enhed sammen med Anguilla. Det har gjort forholdet mellem de to øer anspændt, og indbyggerne på Nevis beskylder Saint Kitts for at negligere øen.
Saint Kitts og Nevis blev sammen med Anguilla en forenet stat med eget selvstyre i 1967, men var fortsat en britisk koloni. Anguillanerne gjorde oprør og blev udskilt fra de andre øer i 1971. Saint Kitts og Nevis blev selvstændige i 1983 og er den yngste suveræne stat i Amerika.
I 1998 var der valg på Nevis, hvor det skulle bestemmes om Nevis skulle blive en egen stat og dermed skilt fra Saint Kitts, men der blev ikke opnået det to tredjedels flertal, som var nødvendigt for at løsrivelsen kunne gennemføres.

## Politik
Saint Kitts & Nevis er medlem af Commonwealth, og den britiske krone er repræsenteret af en generelguvernør. På dennes bud bliver der udpeget tre senatorer til parlamentet. Ud over de tre senatorer er der 11 folkevalgte medlemmer i regeringen.

### Forsvars- og udenrigspolitik
Landets forsvarsstyrke, Saint Kitts and Nevis Defence Force, går tilbage til 1896. Ud over opgaven med at varetage landets forsvar skal forsvarsstyrken også bidrage til indre sikkerhed og orden og bistå ved naturkatastrofer og kriser.
Saint Kitts and Nevis Defence Force består af et infanterikompagni, en støttetrop og kystvagt. Forsvaret disponerer over en styrke på 375 (2010).
Saint Kitts og Nevis deltager i Regional Security System, et forsvarssamarbejde mellem syv østcaribiske stater.

### Administrativ inddeling
Føderationen Saint Kitts og Nevis består af 14 administrative enheder: ni af dem på Saint Kitts og fem af dem på Nevis.
1. Christ Church Nichola Town (Saint Kitts)
2. Saint Anne Sandy Point (Saint Kitts)
3. Saint George Basseterre (Saint Kitts)
4. Saint George Gingerland (Nevis)
5. Saint James Windward (Nevis)
6. Saint John Capesterre (Saint Kitts)
7. Saint John Figtree (Nevis)
8. Saint Mary Cayon (Saint Kitts)
9. Saint Paul Capesterre (Saint Kitts)
10. Saint Paul Charlestown (Nevis)
11. Saint Peter Basseterre (Saint Kitts)
12. Saint Thomas Lowland (Nevis)
13. Saint Thomas Middle Island (Saint Kitts)
14. Trinity Palmetto Point (Saint Kitts)

## Økonomi og ressourcer
Da briterne ankom til øerne, anlagde de sukkerplantager, og endnu i dag udgør dyrkning af sukkerrør, sukkerfremstilling og -raffinering grundlaget for øernes økonomi. Da Storbritanniens regering med premierminister Charles Grey i spidsen afskaffede slaveriet i 1834, mistede mange plantager deres arbejdskraft og måtte lukke, skønt der blev udbetalt erstatning til ejerne, et krav fra skeptikerne af slaveriets afskaffelse. I dag må Saint Kitts og Nevis importere en betragtelig mængde levnedsmidler. De hjemmelavede forbrugsvarer omfatter elektronisk udstyr, maskiner og drikkevarer. Turismen er en meget vigtig sektor.
Nevis hævder at være økonomisk forsømt af Saint Kitts, og der hersker ønske om løsrivelse fra føderationen. I 1996 blev der ved en folkeafstemning stemt nej til en løsrivelse.

## Galleri
- Saint Kitts
- Hovedstaden Basseterre